# 仰光市中心
仰光市中心，又称仰光中央商业区（Yangon Central Business District），英属时代旧称兵站（Cantonment），是缅甸仰光的传统核心地带，亦是中央商务区。西界为班莱河（Pun Hlaing River），东界是巴尊当溪，南临仰光河。
这里是英属时代仰光的行政、经济中心，为1852年第二次英缅战争后，由英军工程师亚历山大·弗雷泽（Alexander Fraser）和威廉·蒙哥马利（William Montgomerie）设计，英属公共工程部及孟加拉英军工兵团建设。其街道为东西向网格布局，建有规整的林荫大道和具19世纪末风格的公共建筑。如今这里也有大量殖民时代的建筑留存，使得仰光成为东南亚留存殖民时代建筑最多的城市。城区内主要是四层的商住混合建筑，天花板高4.3米左右，可建夹层，至今在地产市场仍然有较高价格。